# Nou Estadi de Tarragona
El Nou Estadi, conocido por motivos de patrocinio como Nou Estadi Costa Daurada, es un recinto deportivo municipal de la ciudad de Tarragona, Cataluña (España), inaugurado en 1972 donde disputa sus partidos oficiales el Club Gimnàstic de Tarragona. Está situado al este del centro urbano, en el barrio de la Vall de l'Arrabassada y próximo a la playa del mismo nombre. El estadio, que tiene un aforo de 14 591 espectadores, forma parte del complejo polideportivo del Nàstic.

## Historia

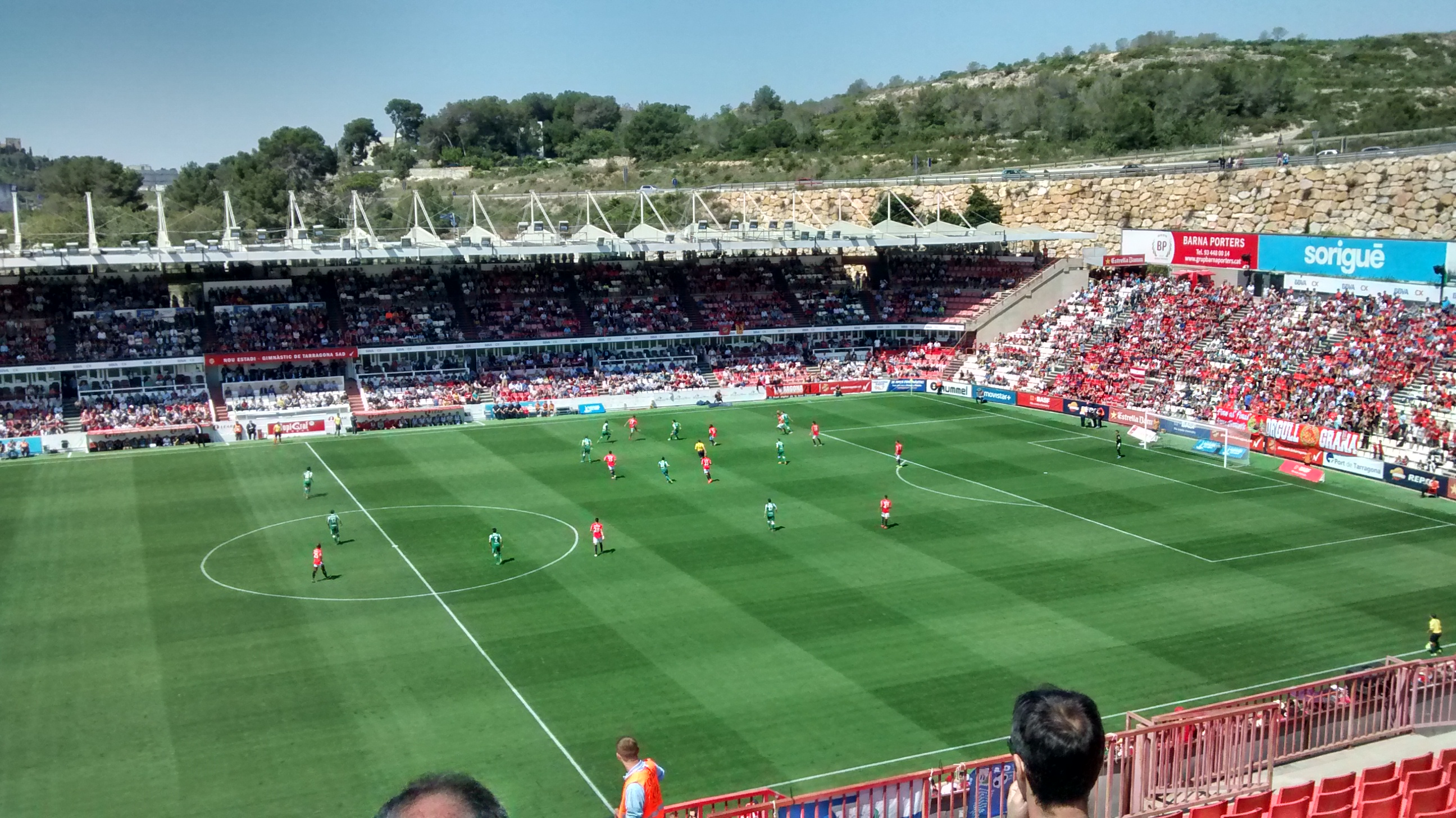
Partido disputado en el Nou Estadi entre el Nàstic y el CD Leganés en mayo de 2016 (0:0). Vista desde Preferent Alta

A finales de los años 60 el viejo stadio de la avenida de Cataluña, que tenía una capacidad de unos 10 000 espectadores, empezaba a dar síntomas de quedarse pequeño y anticuado. El estadio, al estar ubicado en una área urbanizada muy cercana al centro histórico de la ciudad (actual manzana entre la Avinguda de Catalunya, las calles Rovira i Virgili y Florenci Vives y la plaza Sentís i Porta), no tenía fácil ampliación, y su renovación se valoró inútil. En ese momento, el club decidió adquirir la Partida Budallera, una finca rural ubicada a las afueras de la ciudad en dirección este siguiendo la Carretera de Barcelona, actual Via Augusta. En estos terrenos, de dimensiones considerables, el club proyectó una gran ciudad deportiva que dispusiera de las instalaciones necesarias para la práctica de los deportes en los que las diversas secciones del club competían. El estadio se proyectó como el elemento central de las nuevas instalaciones, con una capacidad de 16 000 espectadores y un diseño moderno y funcional. La característica más destacada del estadio en el momento de su construcción era la tribuna, concebida como un doble graderío resguardado por una cubierta soportada por un costillar de hormigón armado y tirantes de acero. Las obras comenzaron a finales de 1970 y finalizaron dos años después.
El día 1 de febrero de 1972 se inauguraban las nuevas instalaciones mediante un amistoso contra el F. C. Barcelona, que acabó con derrota grana por 0-1. El primer enfrentamiento oficial tendría lugar una semana más tarde, en el que el Club Gimnàstic de Tarragona batió al Ontinyent Club de Futbol por 3-1, marcando Gallastegui el primer gol oficial en el recién estrenado estadio. La nueva sede del club traería suerte a la entidad, que ese mismo año se proclamaría campeón del Tercera División de España - Grupo V y ascendería a Segunda División de España por primera vez en dos décadas.
El nuevo estadio del Nàstic fue bautizado en un inicio como estadio José Luis Calderón en honor al presidente del club impulsor de la construcción de las instalaciones. El hecho de que una decisión tan trascendental fuera tomada sin el previo consentimiento de la asamblea de socios provocó la indignación de parte de la afición. En vista del malestar provocado, el club anunció una consulta popular para decidir el nombre del nuevo estadio, pero en medio del proceso de decisión Calderón abandonó la presidencia del club, y el nuevo presidente, el señor Pons, tomó la medida salomónica de nombrar al nuevo estadio simplemente así, Nou Estadi. El estadio, sin embargo, también recibe el apodo de La Budallera, por la finca en la que está situado.
Década y media más tarde, en 1986, el Club Gimnàstic de Tarragona, que celebraba su centenario, se vio obligado a vender el Nou Estadi al Ayuntamiento de Tarragona debido al déficit millonario que arrastraba. El estadio pasó a ser de propiedad municipal, no así los terrenos y estructuras circundantes, que permanecieron en propiedad del club.
En su casi medio siglo de historia, el Nou Estadi ha sido testigo de cinco ascensos del Nàstic a Segunda División y un ascenso a Primera División. Este último, acaecido en 2006, año del centésimo vigésimo aniversario de la fundación del Club Gimnàstic, propició la remodelación y ampliación más importante de la historia del estadio para cumplir con los requerimientos del fútbol de primer nivel. En cuestión de meses, el estadio se amplió hasta obtener una capacidad de 14 600 espectadores mediante la construcción de un nuevo graderío por encima de Preferente que prácticamente doblaba en altura a las estructuras anteriores. Del mismo modo, se mejoraron los accesos, los servicios sanitarios y los de restauración.
A finales de 2016 empezaron las obras de una nueva remodelación dirigida a preparar al estadio para ser la sede principal de los Juegos Mediterráneos de 2017 y albergar las ceremonias de apertura y clausura. La remodelación preveía la renovación del aspecto del Nou Estadi, tanto interna (Pintado de las gradas del color granate del Nàstic, renovación de los palcos, cambio de los asientos de Tribuna Alta y saneamiento estructural general) como externamente (Nueva fachada, nuevos pabellones de acceso y reordenación de la movilidad). Esta última remodelación aparca definitivamente el anterior proyecto de construcción de un estadio nuevo en el barrio de Campclar, al oeste de la ciudad. Dicho proyecto, que nació después del ascenso del club a Primera División de España, preveía la venta de los terrenos de La Budallera para construir una nueva ciudad deportiva y un estadio para 18 000 espectadores. Debido a la crisis económica y al estallido de la burbuja inmobiliaria, el proyecto se abandonó por ser inviable económicamente.

## Estructura
El Nou Estadi tiene cuatro graderíos bien diferenciados:
-Tribuna: Dividida en Tribuna Alta i Tribuna Baixa, alberga en su interior las instalaciones administrativas, representativas y deportivas del estadio. Su cubierta, que cubre también ambas esquinas de Gol, está suspendida mediante unas características costillas de hormigón y acero que recorren la fachada exterior. Tiene una capacidad de 3262 espectadores.
-Preferent: Dividida en Preferent Alta i Preferent Baixa, es el área con más aforo del estadio. Discurre en paralelo enfrente de Tribuna. Adosado a su fachada exterior se encuentra el frontón del Nàstic, donde juega la sección de pelota vasca del club. Tiene una capacidad de 6793 espectadores.
-Gol de Muntanya: También llamado Gol Nord, está situado detrás de la portería a la izquierda de Tribuna. Su estructura está apoyada en la antigua cantera (de origen posiblemente romano) que discurre por debajo, con lo que su acceso se realiza por una rampa que da a su parte superior.
-Gol de Mar: También llamado Gol Sud, está situado a la derecha de Tribuna. En su interior se encuentran tanto las taquillas como la tienda oficial del club. En su cumbre se encuentra situada la pantalla del marcador. La esquina entre Gol de Mar y Preferent Baixa es el espacio reservado para la afición visitante, el llamado Formatget ("Quesito")

## Eventos
- Copa Cataluña (2):
  - 2004-2005: XVI Copa Catalunya. El F. C. Barcelona se proclamó campeón derrotando al RCD Español por 1-0
  - 2010-2011: XXII Copa Catalunya. El RCD Español derrotó al F. C. Barcelona por 3-0 y levantó el trofeo

- Supercopa de Cataluña (1):
  - 2016-2017: II Supercopa de Catalunya. El RCD Español se enfrenta al F. C. Barcelona

- International Women's Cup (1):
  - 2010-2011: V International Women's Cup. El Montpellier HSC (femenino) bate por 4-1 al F. C. Barcelona Femenino

- Juegos del Mediterráneo (1):
  - 2018: XVIII Juegos Mediterráneos de 2018. Ceremonias de apertura y clausura

## Transporte público
Autobús urbano:
A pocos metros del estadio hay una parada de la línea 8, llamada "Estadi". Además, desde una hora antes del inicio de cada partido del Nàstic en el Nou Estadi las líneas 1, 2, 3, 5, 6 y 7 tienen un recorrido especial que las acerca a la mencionada parada.
Autobús interurbano:
La parada Tuset-CAP Llevant de la línea E1 Tarragona-Torredembarra-El Vendrell del servicio Exprés.cat se encuentra a unos 500 metros del Nou Estadi, en el barrio de La Vall de l'Arrabassada.
| Predecesor: Estadio Olímpico de Mersin Mersin 2013 | Estadio Mediterráneo Tarragona 2018 | Sucesor: Estadio Olímpico de Orán Orán 2022 |